# Miral al-Tahawy
Miral al-Tahawy (en arabe : ميرال الطحاوي), née en 1968, également connue sous le nom de Miral Mahgoub, est une romancière et nouvelliste égyptienne. Elle est issue d'une famille bédouine conservatrice et est considérée comme un pionnière de la littérature dans ce milieu culturel, engagée dans la lutte pour les libertés individuelles des femmes et portée par une soif de liberté.

## Biographie
Elle est née en 1968 dans un village du gouvernorat d'ach-Charqiya, dans la partie orientale du delta du Nil. Sa famille bédouine appartient à la tribu al-Hanadi. Elle est la plus jeune d'une fratrie de sept enfants. Son père a voulu qu'elle ait une éducation, en dépit des contraintes de la société traditionnelle des Bédouins sur les femmes. Elle peut suivre cependant une formation supérieure en littérature de langue arabe à l'université de Zagazig. Elle travaille ensuite comme institutrice qui lui permet d'éviter un mariage précoce. Elle n'est autorisée à sortir sans être accompagnée qu'à l'âge de 26 ans et couverte de la tête aux pieds. Elle peut suivre dès lors d'autres études à l'université du Caire. Elle soutient un doctorat à l'université du Caire, et y apprend plusieurs langues : l'arabe classique, l'hébreu, le persan et l'anglais.
En 1995, elle publie son premier livre, un recueil d'histoires courtes, Reem al-barari al-mustahila (L'Antilope des steppes interdites), inspiré par ses souvenirs d'enfance et les histoires contées par sa grand-mère. Elle passe contrat avec Hosni Soliman, un des rares éditeurs de littérature égyptienne contemporaine dans les années 1990. Son premier roman Al-Khibaa (La Tente) sort en 1996, et explore les sentiments contradictoires d'une jeune femme bédouine, et sa soif de liberté. Il est suivi par Al-Badhingana al-zarqa (L'Aubergine bleue) en 1998 et Naquarat al-Zibae (Pistes de gazelle) en 2008.
En 2007, elle s'installe aux États-Unis. Elle travaille en tant que professeur assistant en langues étrangères à l'université d'État des Appalaches en Caroline du Nord. 
Elle devient ensuite professeur associé à l'université d'État de l'Arizona. En 2010, son livre Brüklin häyts (Les Hauteurs de Brooklyn) suscite à nouveau un bon accueil critique. Il remporte le Prix Naguib-Mahfouz de 2010. Dans cette œuvre au caractère autobiographique, elle compare l'univers de son enfance en Égypte et son quotidien dans le quartier new-yorkais de Brooklyn,. Elle est également nommée pour l'édition 2011 du Arabic Booker Prize. Ses œuvres sont traduites en plusieurs langues, dont l'anglais, l'allemand, l'italien, l'espagnol, le néerlandais, le danois, le norvégien, l'ourdou et l'hindi.
Elle a un fils.

## Principales publications
- الخباء (La Tente)
- الباذنجانة الزرقاء (L'Aubergine bleue)
- نقرات الظباء (Pistes de gazelles)
- ريم البرارى المستحيلة (L'Antilope des steppes interdites)
- بروكلين هايتس (Les Hauteurs de Brooklyn)

## Romans traduits en français
- La Tente, traduit par Siham Djafer, éditions Paris Méditerranée, 2001